# حارة مستشفى السبعين (صنعاء)

تعديل مصدري - تعديل

حارة مستشفى السبعين هي إحدى حارات حي السبعين بمديرية السبعين إحد مديريات العاصمة اليمنية صنعاء، بلغ تعداد سكانها 9018 نسمة حسب تعداد اليمن لعام 2004.